# Erik Öhrling
Erik Wilhelm Öhrling, född 23 januari 1878 i Karl Johans församling i Göteborg, död där 10 december 1942, var en tidig svensk stavhoppare.
Under sin aktiva tid tävlade han för Gais, för vilken klubb han vann det första svenska mästerskapet i stavhopp 1896 på höjden 2,56 meter. I det civila arbetade han som korkskärare. Öhrling är begravd på Östra kyrkogården i Göteborg.